# 沈存仁
沈存仁（1546年—1605年），字愛甫，貴州普安衛軍籍，南直隸揚州府高郵州人，明朝政治人物。

## 生平
任盧溪縣儒學教諭，隆慶四年（1570年）庚午科貴州鄉試第七名舉人，萬曆五年（1577年）中式丁丑科會試第二百八十一名，三甲第一百三十名進士。十六年（1588年）任袁州府知府，三十三年（1605年）卒。

## 家族
曾祖沈永華，祖父沈尚綸，父沈洙，母陳氏。慈侍下。